# Your Type
Singles de Carly Rae Jepsen
Run Away With Me
(2015)
Your Type est le troisième titre du troisième album studio de l'artiste canadien Carly Rae Jepsen, Emotion.

## Clip vidéo
Une version audio de Your Type est sortie le 13 août 2015 sur la plateforme YouTube.
Et un clip vidéo est sorti le 3 novembre 2015 sur YouTube ; il est réalisé par Gia Coppola.

## Piste
- Téléchargement numérique

1. Your Type — 3:18

## Classements
| Classement                              | Meilleure position |
| --------------------------------------- | ------------------ |
| Belgique (Wallonie Ultratop 50 Singles) | 50                 |